# Турбийон (замок)
Турбийон (фр. Château de Tourbillon, нем. Schloss Tourbillon) — средневековый замок, расположенный в городе Сьон, в кантоне Вале, Швейцария. Расположен на высоком скалистом холме напротив Базилики де Валери, построенной на соседней горе. Замок построен в конце XIII века по приказу епископа Бонифация де Шаллана. Турбийон имел важное значение как главная крепость региона и одновременно служил резиденцией епископов Сьона. Замок серьёзно пострадал в ходе затяжных конфликтов между епископами и жителями Вале. В 1417 году Турбийон во время восстания против Раронов, войны между горожанами Сьона и знатным родом Рарон, был захвачен и сожжён. Примерно тридцать лет спустя епископ Гильом III де Рарон восстановил крепость. В 1788 году Турбийон был полностью разрушен мощным пожаром. В течение некоторого времени замок превратился для местных жителей в склад стройматериалов и каменоломню. В XIX веке местные власти решили провести в руинах замка ремонт, чтобы превратить его туристическую достопримечательность. Турбийон признан объектом швейцарского исторического наследия.

## Расположение

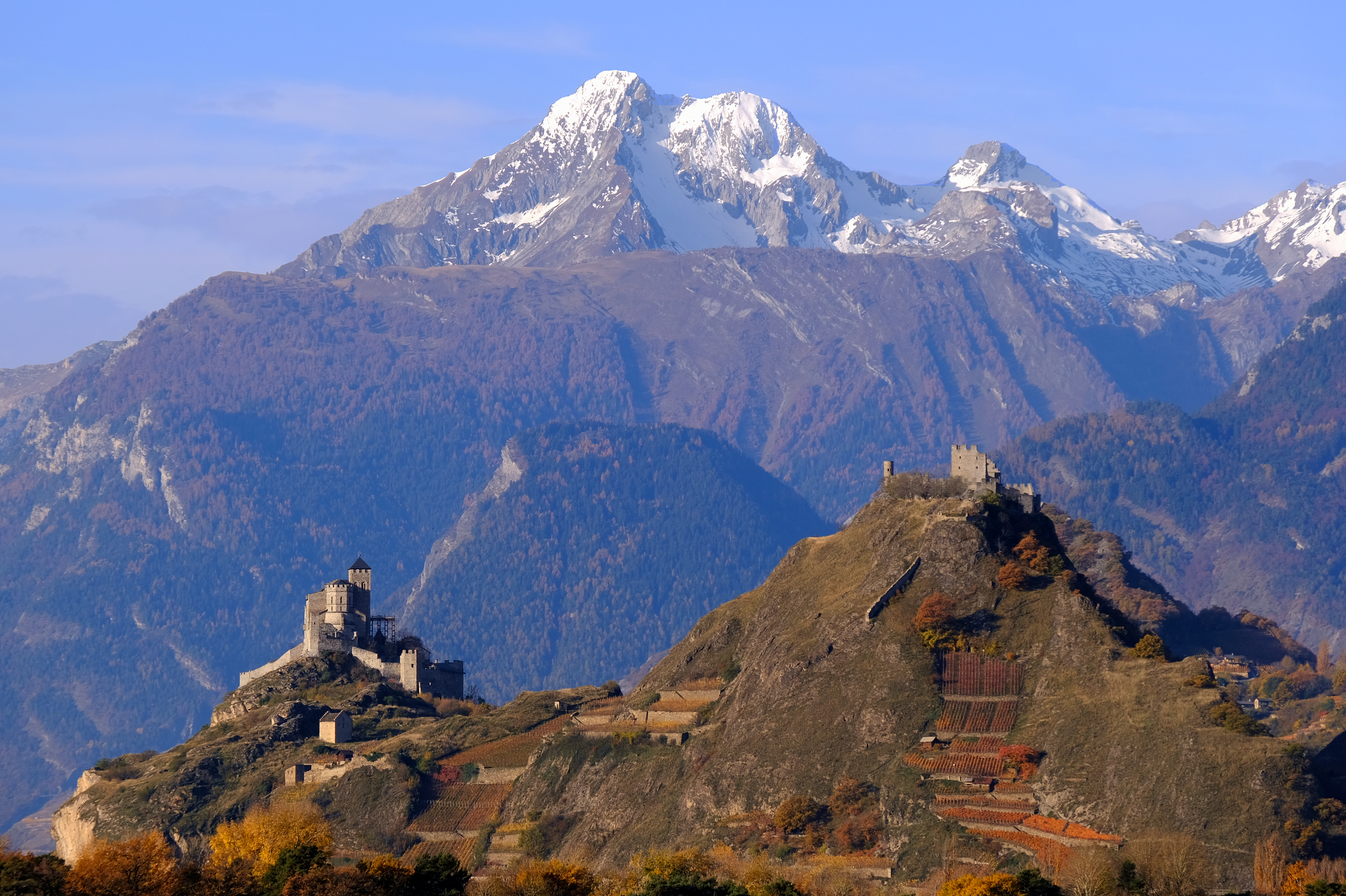
Замок Турбийон и Базилика де Валери

Замок находится на вершине горы с крутыми скалистыми склонами на высоте 182 метра над городом Сьон. Гора сложена из осадочных пород и глинистого сланца. На самой вершина имелось естественное плато протяжённостью около 200 метров и максимальной шириной 50 метров. Это место создано самой природой для строительства неприступной крепости. Основные постройки замка находятся в западной части плато.

## История

### Ранний период
Первое известное упоминание названия «Турбийон» относится к 1268 году. Точное происхождение этого имени неизвестно. Есть две основные гипотезы, предложенные археологом Франсуа-Оливье Дюбуи в 1960 году. Название могло происходить от терминов turbiculum или turbil, что означает «волчок» или «маленький конус», или от комбинации терминов «туррис», «тур» и собственного имени «Бийон», которое встречается в нескольких документах XIII века.
В 1994 году в ходе археологических раскопок к востоку от замка Турбийон были обнаружены жилища эпохи неолита. Возраст находок датирован пятым тысячелетием до нашей эры. То есть гора была обитаема ещё несколько тысяч лет назад. В XIX веке историки утверждали, что на вершине холма имелась сторожевая башня, возведённая древними римлянами. Однако документального подтверждения существования такого сооружения не обнаружено. При обследования замковых руины, в том числе фундамента, археологи констатировали, что строительные работы велись не во времена античности, а в Средние века.
Местная епархия в Сьоне была основана в начале IV века. Центром сначала было поселение Мартиньи. В 589 году епископ святой Гелиодор перенёс кафедру в Сьон. Главным образом из-за опасности сильных наводнений наводнений Роны. О епископах раннего Средневековья известно очень мало. Однако сохранились сведения, что в конце X века последний король Верхней Бургундии Рудольф III пожаловал графство Вале епископу Гуго (998–1017). Сочетание духовной и светской власти сделало князей-епископов самыми могущественными властителями в долине Верхней Роны. Сьон превратился в политический и религиозный центр региона. К XII веку епископы начали строить впечатляющие церкви и крепости, чтобы продемонстрировать престиж своей власти. Базилика де Валери, как резиденция капитула собора в Сьоне, стала одним из важнейших духовных центров. В XII веке у холма Валери был построен собор Нотр-Дам-де-Сьон.

### XIII век. Строительство замка

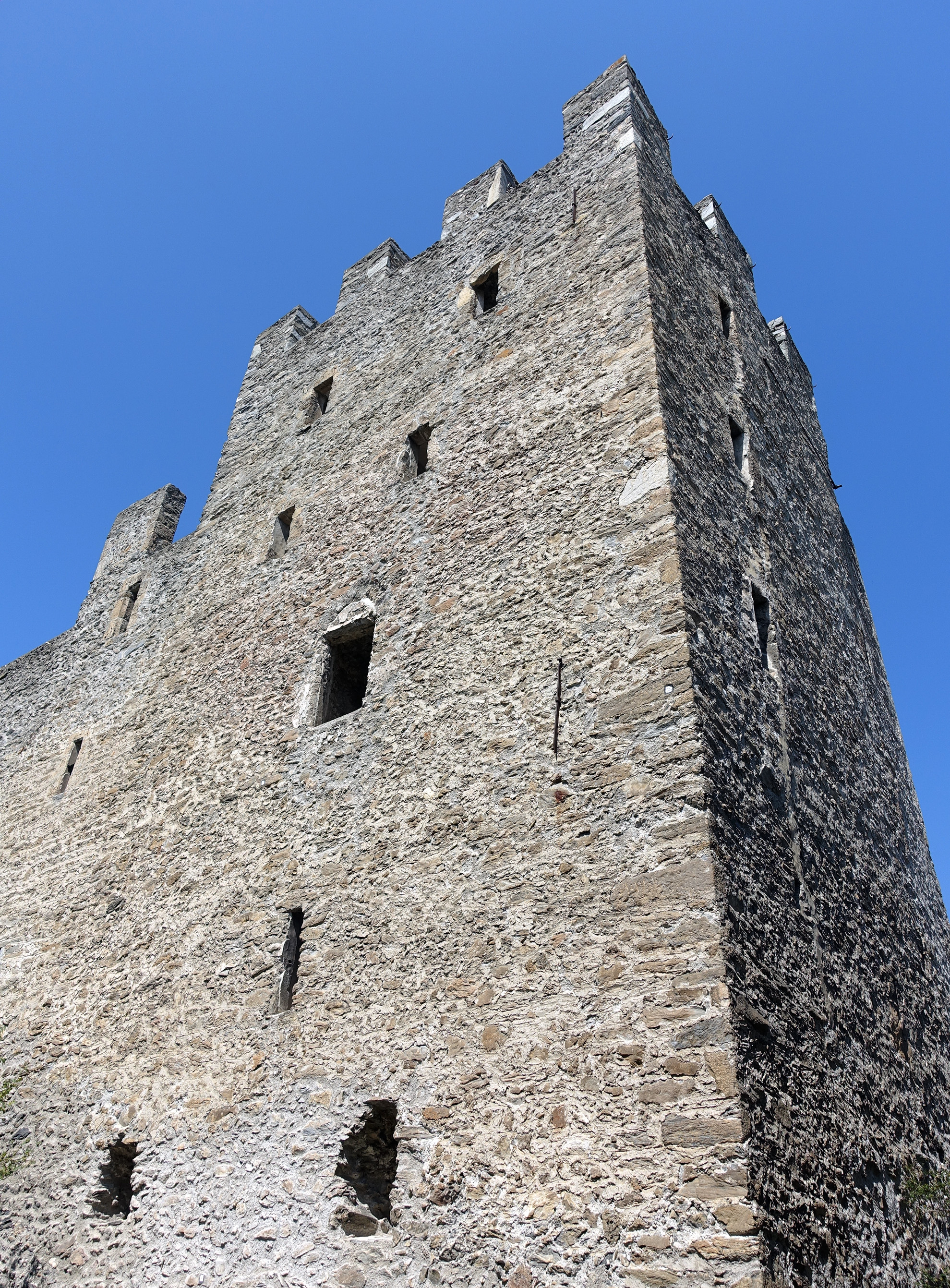
Главная башня замка

Строительство замка Турбийон было связано с желанием епископов создать безопасную резиденцию, которая бы соответствовала представлениям о лучших фортификационных сооружениях той эпохи. Начало работ относится к периоду с 1297 по 1298 год. Руководил строительством епископ Бонифаций де Шаллан, который по рождению принадлежал к влиятельной семье виконтов аостских. Вероятно, он подражал другим членам своего рода, которые построили несколько мощных каменных замков в Аостской долине, чтобы подчеркнуть престиж своей власти.

### XIV век
Несколько документов, подписанных в Турбийоне в мае 1307 года, показывают, что замок был обитаем ещё Бонифация, которая последовала 13 июня 1308 года. Однако строительные работы продолжались и позже. Об этом свидетельствует датировка некоторых балок. Руководил строительством кузен Бонифация, Аймон де Шатийон. Вероятно, при нём основные работы были завершены.
Замок Турбийон стал главной резиденцией епископов Сьона на долгие годы. Вплоть до приходка к власти Гишара Тавелли, который предпочёл переехать в замок Сойе. После того, как Тавелли в 1373 году купил близлежащий замок Мажори, Турбийон перестал быть постоянной резиденцией епископа, но сохранил своё важное военное значение.
Несколько раз Турбийон переходил в руки врагов епископа. Дважды жители Сьона осаждали крепость. Это вынудило епископа обратиться за помощью к графу Амадею VI Савойскому. При его посредничестве  удалось достичь мирного соглашения. Третий конфликт, на этот раз между епископом и дворянином по имени Пьер де ла Тур из Верхнего Вале, вспыхнул в 1352 году. Люди Пьера де ла Тура подожгли замок в Сьерре, а затем пытались сделать то же самое с замком Турбийон, но были арестованы. Епископ снова обратился за помощью к Амадею VI и предложил ему должность судьи в своих владениях. Граф назначил судебного пристава для решения конфликтов в регионе и назначил Турбийон местом его пребывания. Однако это не предотвратило новых восстаний, которые жестоко подавлялись с помощью воинов Амадея VI. Так, во время одного из бунтов он в назидание горожанам приказал своим солдатам разграбить и частично сжечь город Сьон. Сам замок не пострадал во время этих конфликтов, но граф Савойский позаботился об усилении фортификационных сооружений Турбийона. В замке хранился внушительный арсенал. Например, там имелось более 5000 арбалетных болтов и несколько тысяч камней для требушетов. Цистерна замка была полностью заполнена водой на случай внезапной осады. В марте 1361 года Амедей VI подписал Эвианский мирный договор и прекратил вмешиваться в дела епископа Сьона.
В 1375 году епископ Гишард Тавелли был убит сторонниками Антуана де ла Тура, сына Пьера. Это привело к тому, что жители Вале вступили в союз с Пьером Раронским, членом влиятельной семьи из Верхнего Вале и соперником рода де ла Тур. После победы над Антуаном де ла Туром, жители Вале с одобрения Петера Рарона, несколько раз восстали против преемника Тавелли, Эдуарда де Савой-Ачай.
В 1384 году отряды из жителей Вале смогли захватить замки Турбийон, Мажори и Сойе. Амедей VII, родственник Эдуард де Савой-Ачай, осадил Сьон и разрушил в нём многие здания. Как только восстание в основном было подавлено, он поспешил заключить с бунтовщиками мирный договор, по которому епископу возвращались все замки. Правда, Эдуард де Савой-Ачай предпочёл покинуть столь опасный пост в беспокойном регионе. Лишь два года спустя, в 1392 году, в епархии Сьона появился новый епископ. Всё это время в Турбийоне находился гарнизон из числа воинов графа Савойского. Поскольку конфликты между епархией и народом всё еще продолжались, новый епископ и его заместители предпочитали почти всё время находится в замке. В местной часовне, а не в городском соборе, проходили и все важные службы.

### XV век

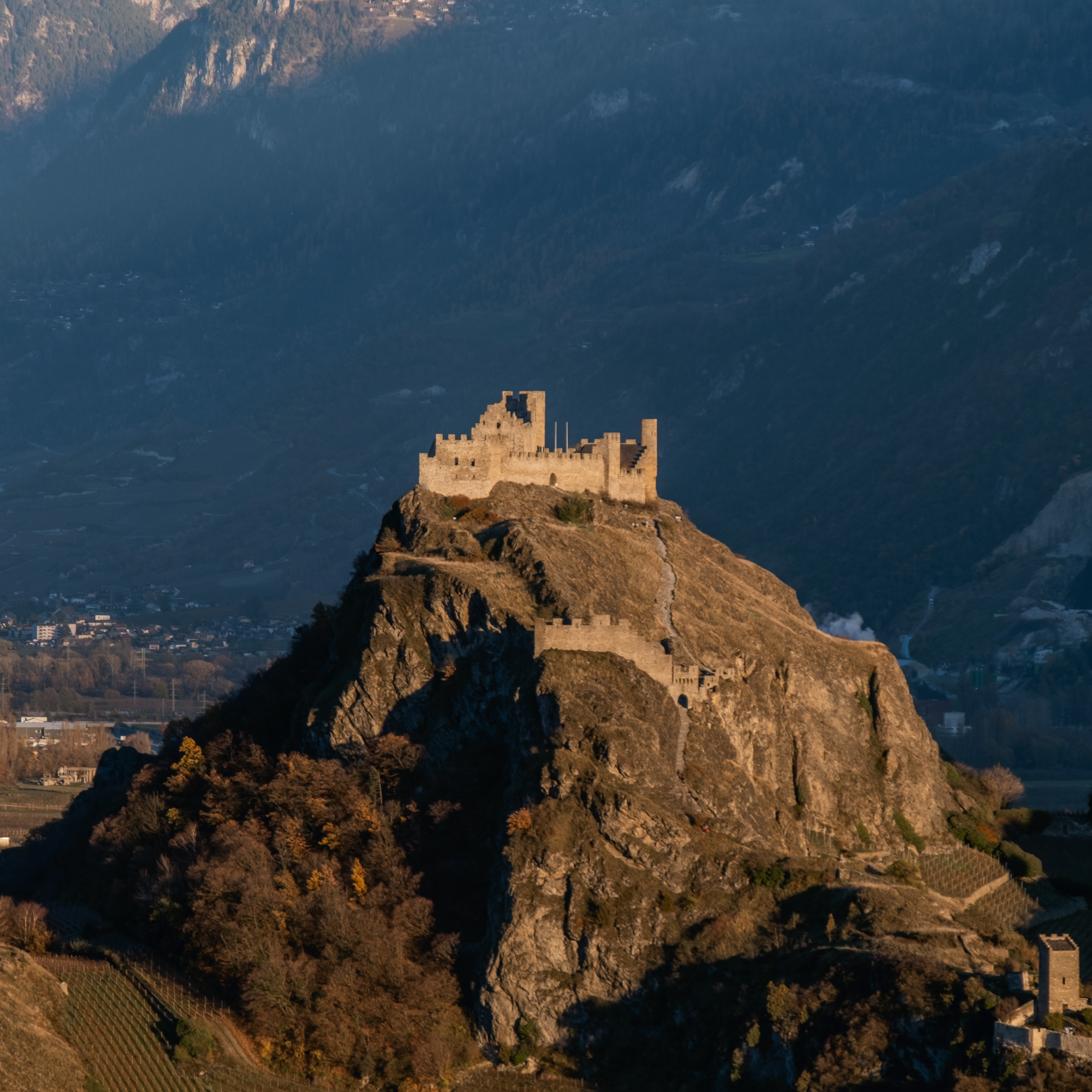
Замок на фоне Альпийских гор

Последний крупный конфликт произошёл в начале XV века. Витчард де Рарон, сын Пьера Раронского, стал преемником своего отца на посту главного судебного пристава Вале, а другие представители семьи стали претендовать на пост епископа. В том числе и потому, что некогда кафедру занимали два выходца из рода Рарон — Гильом I в 1392 году, а затем Гильом II де Рарон, дядя Витчарда, в 1402 году. Но горожане поднялось такое мощное восстание, что Вильгельм II бежал в замок Сойе, а Витчард отправился в Берн за помощью. Замки Турбийон и Монорж были захчвачены, а затем в 1417 году сожжены мятежниками. Вскоре после этого замок Сойе был также осаждён и разрушен, а епископ был вынужден бежать в Берн. Власти Берна согласились помочь Раронам в водворении порядка. Бернские отряды в 1418 году захватили и опустошили Сьон. Наконец, в 1420 году был подписан мир и семья Раронов вернула себе контроль над всеми замками.
Турбийон был полностью разорён. Все помещения оказались и крыши уничтожены пожаром, а каменные стены во многих местах потрескались. Использовать замок как епископскую резиденцию не представлялось возможным.
В 1418 году администратором епархии Сьона стал Андре деи Бензи де Гуальдо. А в 1431 году после смерти Гильома II, который так и не вернулся из Берна, де Гукальдо был утверждён в сане нового епископа. Ему удалось восстановить мир, так что его преемник, Гильом III де Рарон, племянник Гильома II, был без ропота принят духовенством и народом в 1437 году, несмотря на принадлежность к ранее ненавистной народу семье Рарон.
В период с 1440 по 1450 год де Гуальдо провёл полный комплекс восстановительных и ремонтных работ в замке Турбийон. С этого момента крепость больше не подвергалась серьёзной реконструкции. При этом долгое время фортификационные сооружения поддерживалась владельцами в безупречном состоянии. Крепость была настолько неприступной, что гарнизон без особого труда выдержал несколько осад и приступов в XV и XVI веках.
В XVII веке Турбийон использовался как летняя резиденция епископов. А в конце века он всё еще представлял из себя сильную крепость. На верхней площадке бергфрида всегда дежурили солдаты, чтобы дать сигнал в случае приближения вражеских отрядов.

### XVIII
В XVIII веке епископы всё реже приезжали в замок. Трудный подъём и невысокий уровень комфорта вынуждали владельцев крепости искать другие резиденции для проживания. К тому же крепость утратила прежнее военное значение. Гарнизон покинул замок и тот начал приходить в запустение.

### Разрушение замка в 1788 году
24 мая 1788 года возле собора Нотр-Дам-де-Сион вспыхнул пожар, который из сильного ветра стал быстро распространяться на северо-восток города. Хотя Базилика де Валер была спасена, большая часть города, в том числе замки Майори и Турбийон серьезно пострадали. В Турбийоне сгорели все деревянные предметы и конструкции: крыши, полы, перегородки и мебель. В огне погибла галерея с портретами всех епископов Сьона.
После разрушения замков Мажори и Турбийон епископ Сьона остался вообще без резиденции в этом городе. Было принято решение для начала восстановить Мажори. Ремонт Турбийона был отложен на потом. Последовавшие военные конфликты разорили казну епископа и он утратил возможность тратить средства на ремонт своих резиденций.

### XIX век

Вида замка на рисунке середины XIX века

В первой четверти XIX века епископ Морис-Фабьен Ротен построил новый дворец в Сьоне. Он полностью отказался от планов восстановления Турбийона. Те материалы, которые ещё могли использоваться в строительстве (железные конструкции, каменные плиты и пр.) были использованы для других построек. Замок был полностью заброшен.
Во второй половине XIX века жители и власти Вале начали беспокоиться о сохранении замка Турбийон, как яркого памятника средневековой архитектуры. К тому же растущий поток туристов позволял надеяться, что восстановление в Сьоне такого интересного объекта как замок, будет ежегодно привлекать множество путешественников. При финансовой поддержке государства были начаты работы по предотвращению разрушения стен и башен замка. Правда, от идеи полностью восстановить замок вскоре отказались, так как это стоило баснословно дорого. Но внешний облик Турбийона был аккуратно восстановлен: отремонтировали стены и башни. При этом старались сохранить средневековые традиции при каменной кладке. Основная часть работ была завершена в 1887 году и вскоре Турбийон стал излюбленным местом для посещения туристов, приезжавших в Сьон.

### XX век

Главные ворота замка на фотографии 1902 года

В XX веке власти Сьона неоднократно проводили реставрационные работы в Турбийоне. В 1917 году была отремонтирована крыша часовни. В 1930-х годах укрепили северо-восточный угол цитадели, чтобы защитить его от возможного разрушения. В 1960-е годы состояние каменной кладки сделало туристические посещения замка слишком рискованными. Поэтому в 1963 году была создана ассоциация Pro Tourbillon, а два года спустя Швейцарская лига национального наследия организовала продажу золотого щита, чтобы выручить средства на новые ремонтные работы. В 1970 году Турбийон был признан памятником государственного значения. Между 1993 и 1999 годами проводились очередные работы по реставрации замка. В 1999 году епископство Сьона официально уступило земли вокруг крепости Фонду замка Турбийон. 400 тысяч швейцарских франков были выделены властями кантона Вале, муниципалитетом города Сьон и зажиточными горожанами на новый этап реставрации.
Ещё в начале XX века замок Турбийон был признан историческим памятником кантона Вале.
В 2009 году проводилась реставрация часовни.

## Описание
Попасть к воротам можно только с восточной или западной стороны. В прежние времена на этом пути имелись дополнительные укрепления (форбург). Главные ворота замка расположены в западной части комплекса. Через эти ворота можно попасть во внутренний двор, ограниченный высокими зубчатыми стенами. Все постройки примыкают к внешним стенам. Только главное здание (бывший дворец) стоит отдельно. В прежние времена в его восточной части находились личные покои епископа, а помещения для приёмов — в западной. К западу от внутреннего двора расположены помещения, где проживали солдаты гарнизона. На юге находится прямоугольная башня, а на юго-востоке — часовня с ризницей и ещй одна башня. В северной части комплекса в скале вырублен просторный резервуар, который служил цистерной для хранения запасов на случай осады. В восточной стене имеются ещё одни ворота, через которые можно попасть к автономным каменным укпрплениям на скалистом обрыве.
Замок обнесён каменными стенами. Над небольшим внутренним двором возвышается цитадель. Также в замке имеется собственная капелла и здание казарм для размещения гарнизона.

## Современное состояние
Замок открыт для публики с 15 марта по 16 ноября. Вход бесплатный.

## Галерея

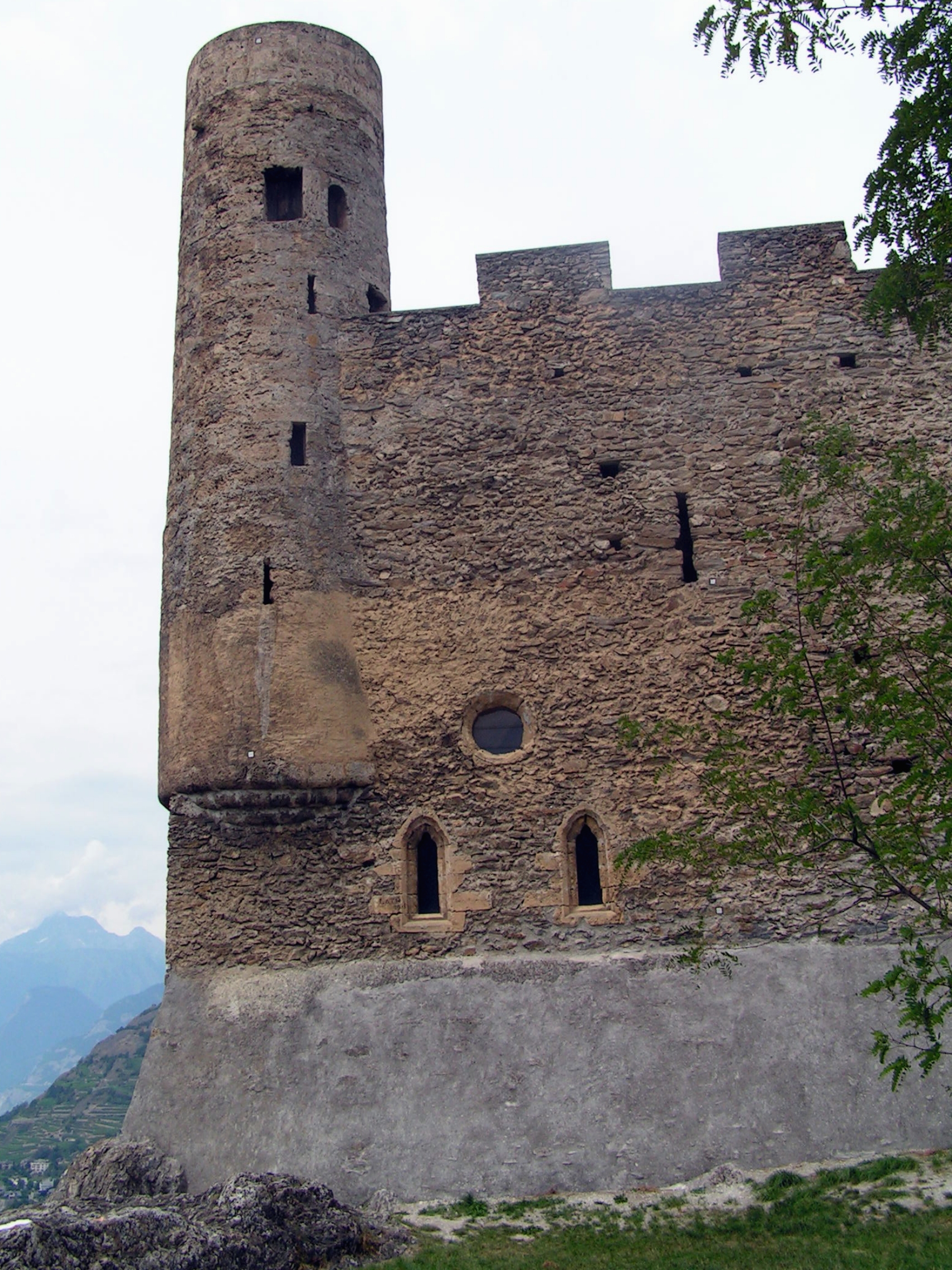
Угловая башня в юго-восточной части замка
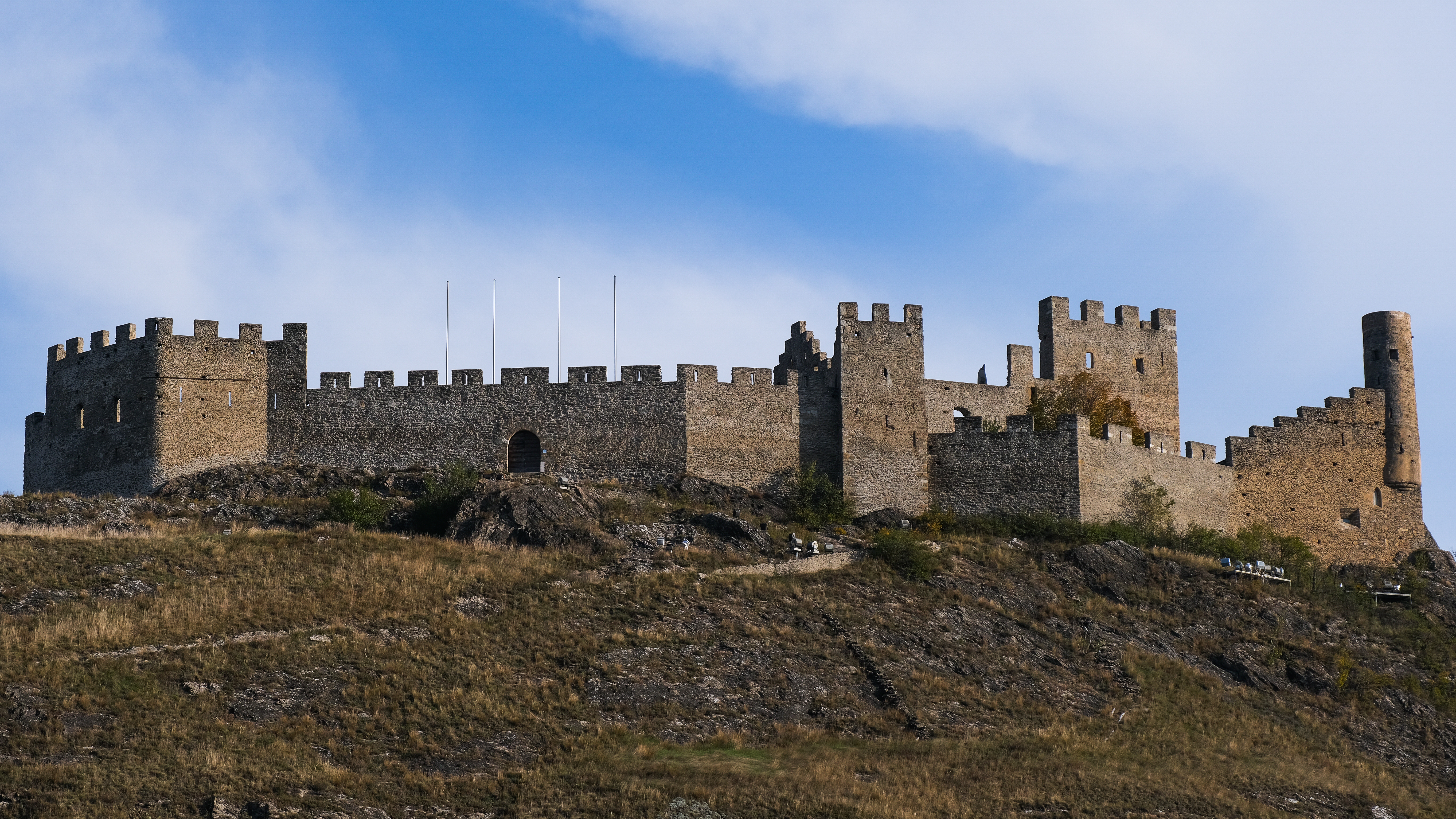
Вид замка с южной стороны
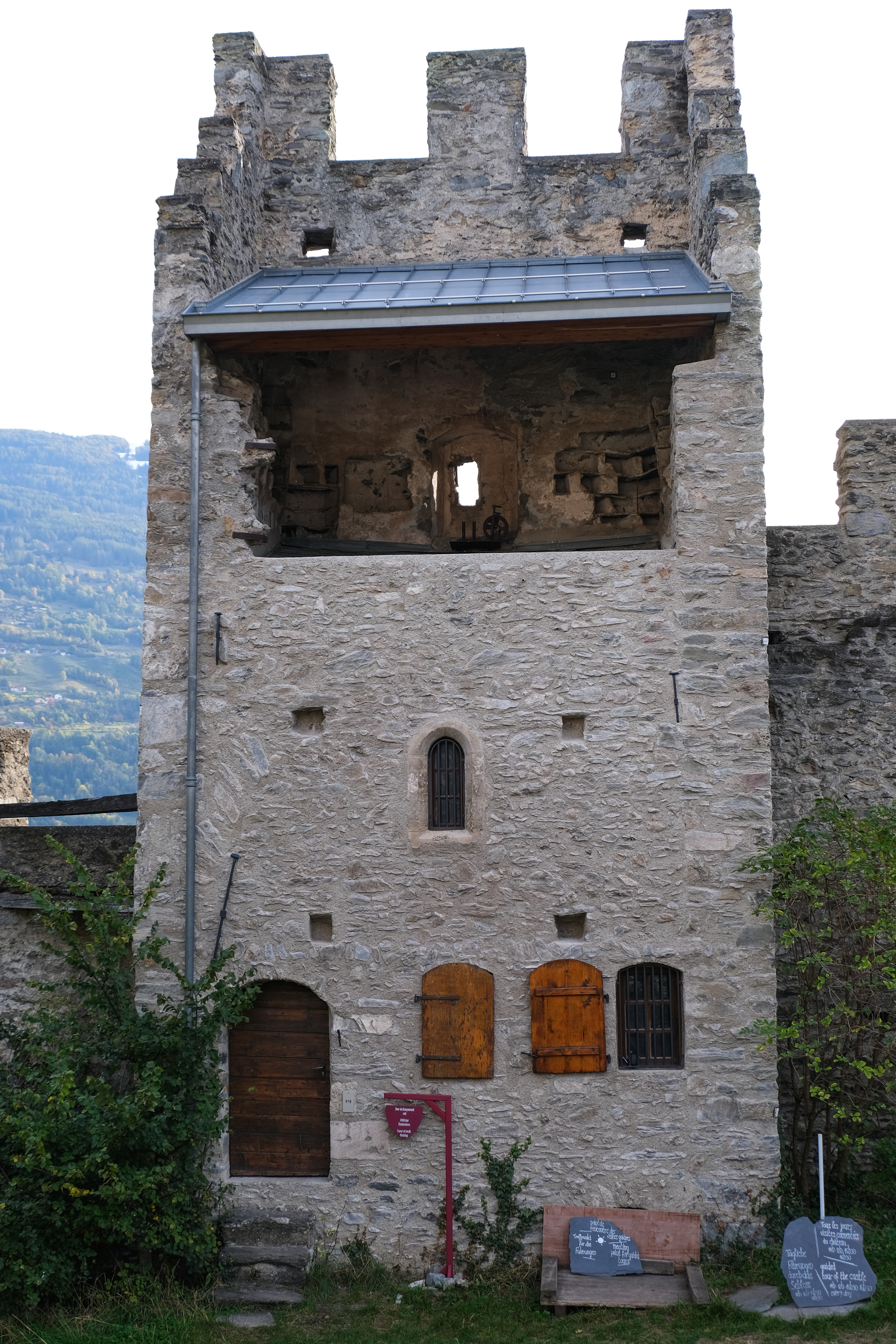
Квадратная башня
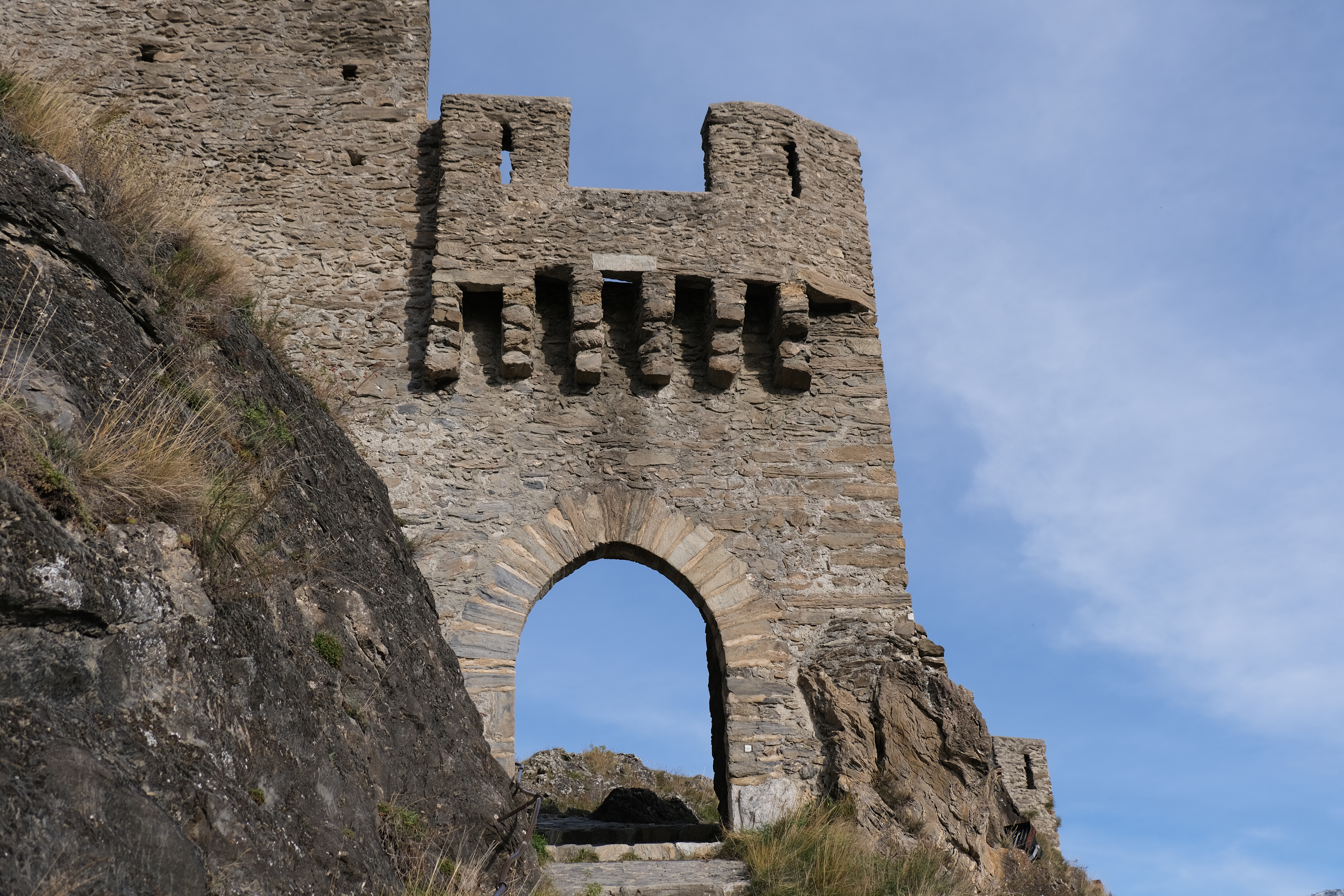
Ворота, ведущие в замок
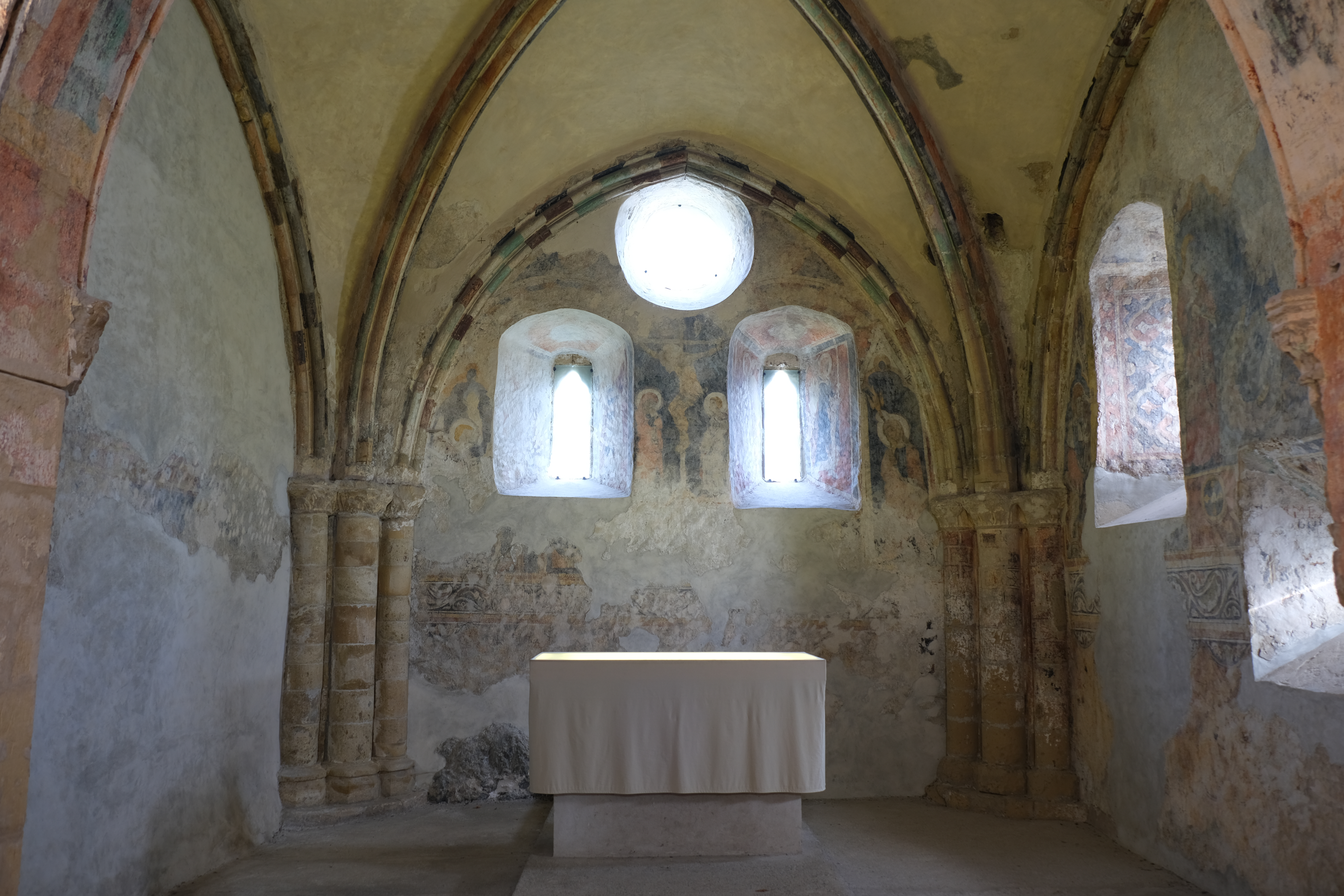
Внутри замковой капеллы